# Rousunmatala och Lammassaari
Rousunmatala och Lammassaari med Siirisaari är en ö i Finland. Den ligger i Torne älv och i kommunen Övertorneå och landskapet Lappland, i den norra delen av landet, 700 km norr om huvudstaden Helsingfors. Öns area är 81,2 hektar och dess största längd är 2,1 kilometer i sydöst-nordvästlig riktning.